# FLAME
FLAME（フレイム）は、日本の男性アイドルグループである。ライジングプロダクション所属、レーベルはポニーキャニオン。
ジュノン・スーパーボーイ・コンテストによって選ばれた4人で結成された。「炎」を意味するグループ名はフジテレビの『プレゼンタイガー』で名付けられた。

## 略歴
- 2001年、2000年に開催されたジュノン・スーパーボーイ・コンテストによって選ばれた4人で結成。フジテレビの『プレゼンタイガー』に出演した。
- 2001年10月3日、シングル「ムネノコドウ」を発売。
- 2004年、伊崎（右）と伊崎（央）が映画「デビルマン」で俳優デビュー。央登が主演。
- 2007年、伊崎（右）と伊崎（央）が映画「クローズZERO」に出演。
- 2010年3月1日、正式に解散。
- 2012年11月、歴代メンバー5人で一夜限りの再結成ライブ「楽炎」を開催。
- 2013年3月1日、EMALF結成。

## メンバー
- 伊﨑右典（いざき ゆうすけ、1984年5月17日（41歳）、大阪府阪南市出身）
  - グロリアスクリエーションズ所属。
- 伊﨑央登（いざき ひさと、1984年5月17日（41歳）、大阪府阪南市出身）
  - グロリアスクリエーションズ所属。
- 北村悠（きたむら ゆう、1985年8月9日（39歳）、栃木県小山市出身）
  - グロリアスクリエーションズ所属。
- 野口征吾（のぐち せいご、1984年10月19日（40歳）、東京都出身）
  - 金子の脱退後に加入。
- 金子恭平（かねこ きょうへい、1987年6月30日（38歳）、宮城県仙台市出身）
  - 2004年11月に脱退。2012年の再始動で復帰。エイジアプロモーション所属。

## 作品
「順位」は全てオリコン週間ランキング最高位

### シングル
1. ムネノコドウ（2001年10月3日、9位）
  - フジテレビ『ウチくる!?』エンディングテーマ
2. BYE MY LOVE（2002年1月17日、6位）
  - 明治製菓「こつぶチョコシリーズ」CMソング
  - 日本テレビ『日本のミカタ』エンディングテーマ
3. What Can I Do（2002年4月24日、8位）
  - 明治製菓「こつぶチョコシリーズ」CMソング
4. Truly（2002年7月17日、6位）
  - TBSテレビ『サンデージャポン』エンディングテーマ
  - パル企画配給映画『十七歳』挿入歌
5. Remind（2003年3月5日、10位）
  - 明治製菓「こつぶチョコシリーズ」CMソング
  - 日本テレビ『ろみひー』3月度エンディングテーマ
6. Venus（2003年6月25日、6位）
  - 明治製菓「こつぶチョコシリーズ」CMソング
  - 日本テレビ『あんぐら★NOW!』エンディングテーマ
7. FUNDAMENTAL LOOP（2004年3月3日、14位）
8. Shake You Down（2005年2月16日、18位）
  - 日本テレビ『サルヂエ』エンディング・テーマ
  - 日本テレビ『少年チャンプル』エンディングテーマ
9. 離したくはない（2006年11月15日、31位）
  - テレビアニメ『マージナルプリンス〜月桂樹の王子達〜』オープニングテーマ
10. TOKYO...（2008年6月28日）　
  - ファンクラブイベント2008会場限定販売シングル

### アルバム
1. BOYS' QUEST（2002年10月30日、7位）
2. FLAME STYLE（2004年8月18日、15位）

### 映像作品
1. BOYS' BOX（2002年12月18日）
2. BOYS' STEP（2003年03月19日）
3. BOYS' BOX2 〜大追跡〜（2003年09月03日）

### 参加作品
- World needs love（2002年8月7日） - Earth Harmony
  - 『2002INAS-FIDサッカー世界選手権大会』公式ソング
- buddies（2003年3月19日） - w-inds.、FLAME、Lead
  - 「ムネノコドウ」、「BYE MY LOVE」、「What Can I Do?」のREMIX.ver収録
- CHRISTMAS HARMONY（2007年11月21日・SONIC GROOVE） - VISION FACTORY COMPILATION
  - FLAME「It's your time」、TUFF PEAK BROS. from FLAME「愛のキズナ」収録
- SPRING HARMONY（2008年2月13日、SONIC GROOVE） - VISION FACTORY COMPILATION
  - FLAME「Shall we dance?」収録

### 未発表曲
オリジナル楽曲
- NU FLAME（作詞:伊崎右典）
- FIREWORKS RHYTHM（作詞:FLAME）
- My way（作詞：伊崎兄弟）
- Dreamer（作詞:FLAME、作曲:Kyohei Kaneko）
- You are the one（2006年春リリース予定だった作品）
- スリル（ドラマ「のぞき屋」主題歌）（作詞:齋藤博美、作曲・編曲:齋藤真也）
- TOKYO...（作詞:伊崎央登、作曲:ナオト・インティライミ）

カバー楽曲
- LA・LA・LA LOVE SONG（久保田利伸）
- TIMEシャワーに射たれて（久保田利伸）

## 書籍

### 写真集
1. FLAME THE FIRST（2002年11月8日、主婦と生活社）
2. Lead+FLAME恭平 写真集SCHOOL BOYSin『棒たおし』（2003年3月14日、主婦と生活社）
3. Yu's White（2003年12月19日、主婦と生活社）
4. Kyohei's Grey（2004年2月6日、主婦と生活社）
5. Hisato's Black（2004年4月2日、主婦と生活社）
6. Yusuke's Blue（2004年4月30日、主婦と生活社）
7. FOUR COLORS（2004年、主婦と生活社）※ソロ写真集購入特典非売品
8. メイキング・オブ・デビルマン（2004年9月17日、主婦と生活社）
9. AQUA（2007年8月10日、ぶんか社）

## 出演

### テレビ
- HEY!HEY!HEY! MUSIC CHAMP（フジテレビ）
- FUN（日本テレビ）
- うたばん（TBS）
- COUNT DOWN TV（TBSテレビ）
- 速報!歌の大辞テン（日本テレビ）
- AX MUSIC-TV（日本テレビ）
- ポップジャム（NHK総合）
- 大改造!!劇的ビフォーアフター（2002年頃、ABC） - 恭平、悠のみ
- BEAT MOTION（NHK BS-2）
- BEAT BOX（2002年4月 - 6月、MXTV）
- 5時の魔法使い（2002年7月 - 12月、MXTV）
- FACTORY GENERATION（2003年3月 - 2005年2月、TVBS-G）
- コラボレーションスタジアム（2003年4月 - 9月、テレビ東京）
- ピカピカプリンス（2003年10月 - 2004年3月、テレビ東京）

### ラジオ
- Ride on' Ride（2003年4月 - 2003年9月、ニッポン放送）
- Wi-choo!! @ FLAME（2005年1月 - 3月、文化放送） - FLAME
- FLAMEのエキサイティングプロラジオ（2006年11月 - 2007年3月、東海ラジオ）

### CM
- 明治こつぶチョコシリーズ（2002年 - 2003年、明治製菓）

### VISION CAST携帯ドラマ
2007年
- 「はじめが肝心」 - 伊崎右典、伊崎央登、野口征吾
- 「6番目のプロポーズ」 - 伊崎央登
- 「キューピット倶楽部」 - 北村悠
- 「ピーマンからのリクエスト」 - 北村悠
- 「パーゴラにて」 - 北村悠
- 「ネコみみ」 - 伊崎右典
- 「Flowers2 〜恋の使者〜」 - 伊崎央登

2008年
- 「借金カノジョ」 - 北村悠（ゲスト出演）
- 「キューピット倶楽部2」 - 北村悠
- 「Flowers 〜燃ゆるココロ〜」 - 北村悠
- 「それがわたし 〜やせ我慢する女〜」 - 北村悠

### ストリーミング
- 古坂大魔王のカツアゲ！
- アメーバスタジオ